# Marcel Rau
Pour les articles homonymes, voir Rau.
Marcel Rau, né à Bruxelles le 20 mars 1886 et mort dans cette ville le 29 juin 1966 , est un sculpteur, un statuaire et médailleur belge.

## Biographie
Marcel Rau est le fils de l'architecte Jules Rau et le filleul de Victor Horta.
Il étudie la sculpture chez Paul Dubois (1829-1905) à l'École nationale supérieure des beaux-arts de Paris.
Son atelier était situé avenue Guillaume Macau dans la commune d'Ixelles.

## Œuvre
Marcel Rau a notamment exécuté des monuments aux morts dressés dans sept villes belges.

On lui doit la statue du roi Albert à l'entrée du canal Albert réalisée pour l'Exposition de l'eau à Liège en 1939. Il est notamment l'auteur du Christ en croix monumental de 2,5 m. en bronze qui surplombe la grotte de Lourdes à Jette.

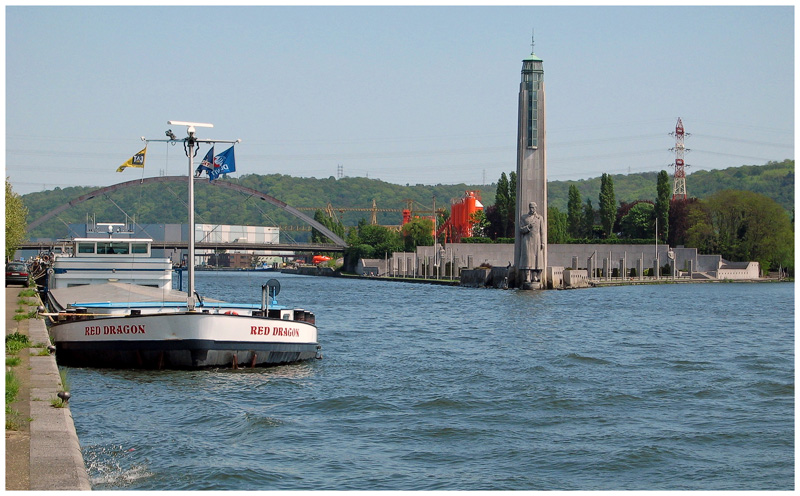
Statue monumentale à l'entrée du canal Albert.
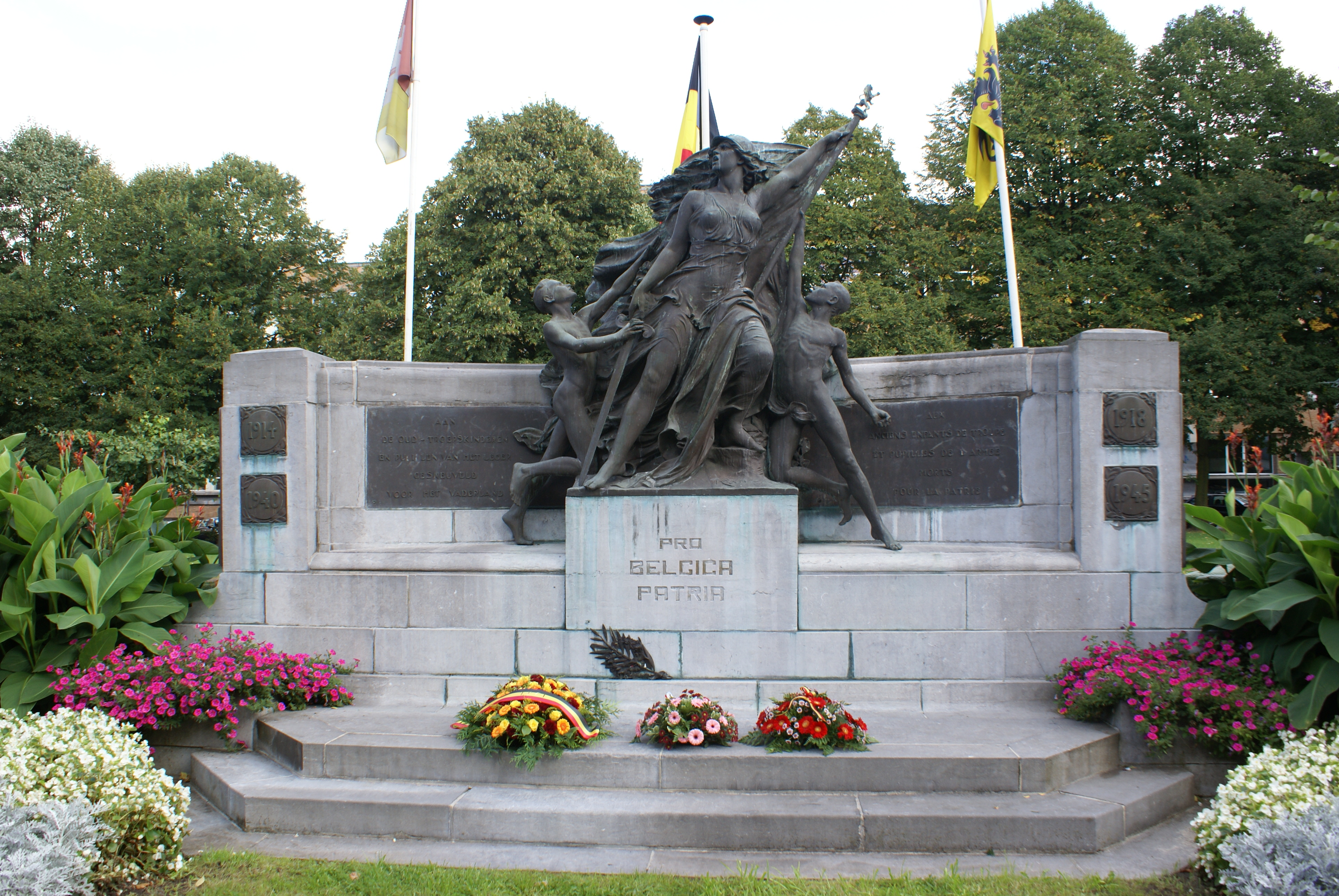
Mémorial national de guerre pour les anciens élèves, les enfants des troupes et les élèves de l'armée à Alost.
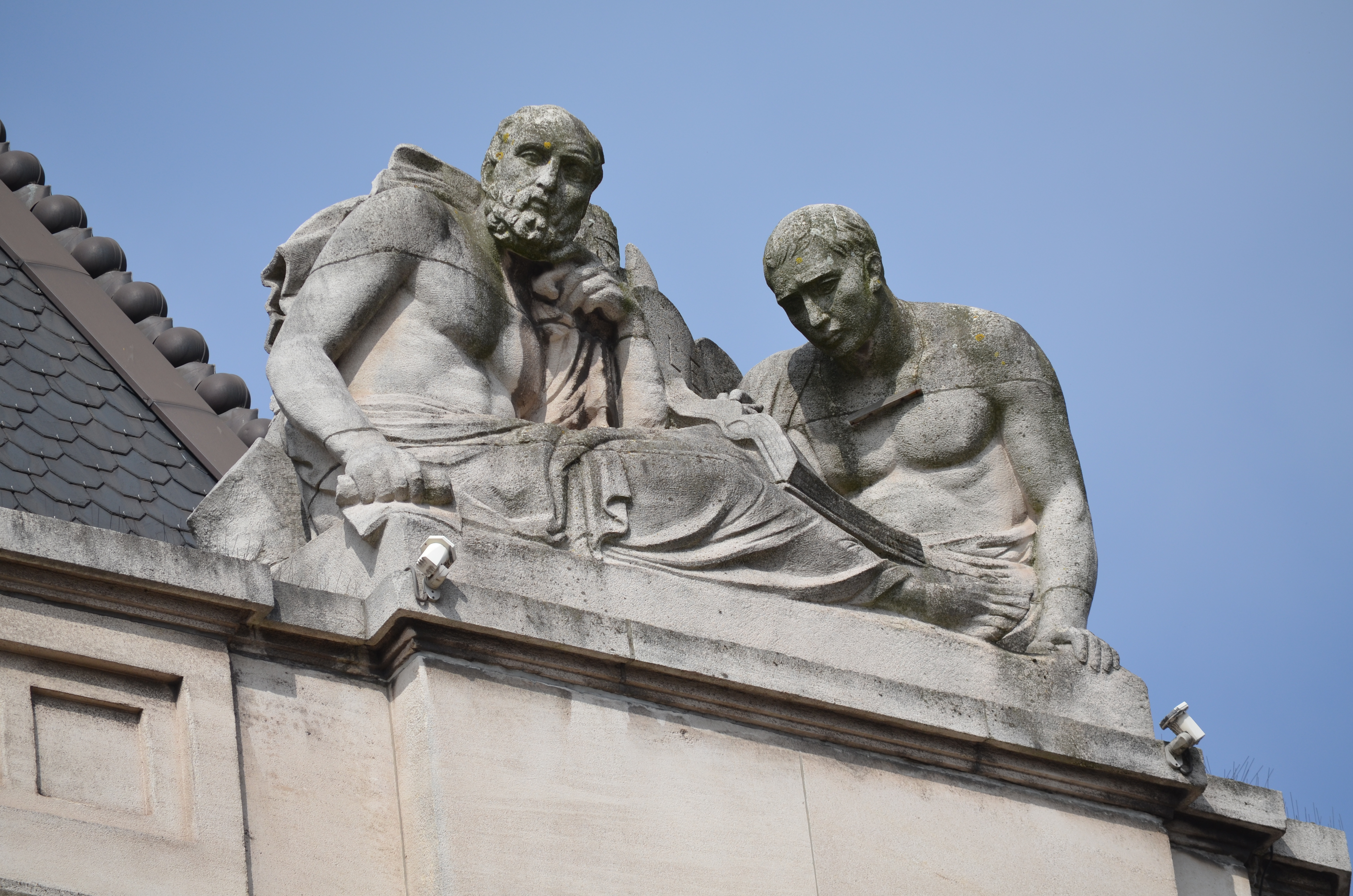
L'administration, groupe sculpté sur la corniche de l'hôtel de ville de Charleroi.
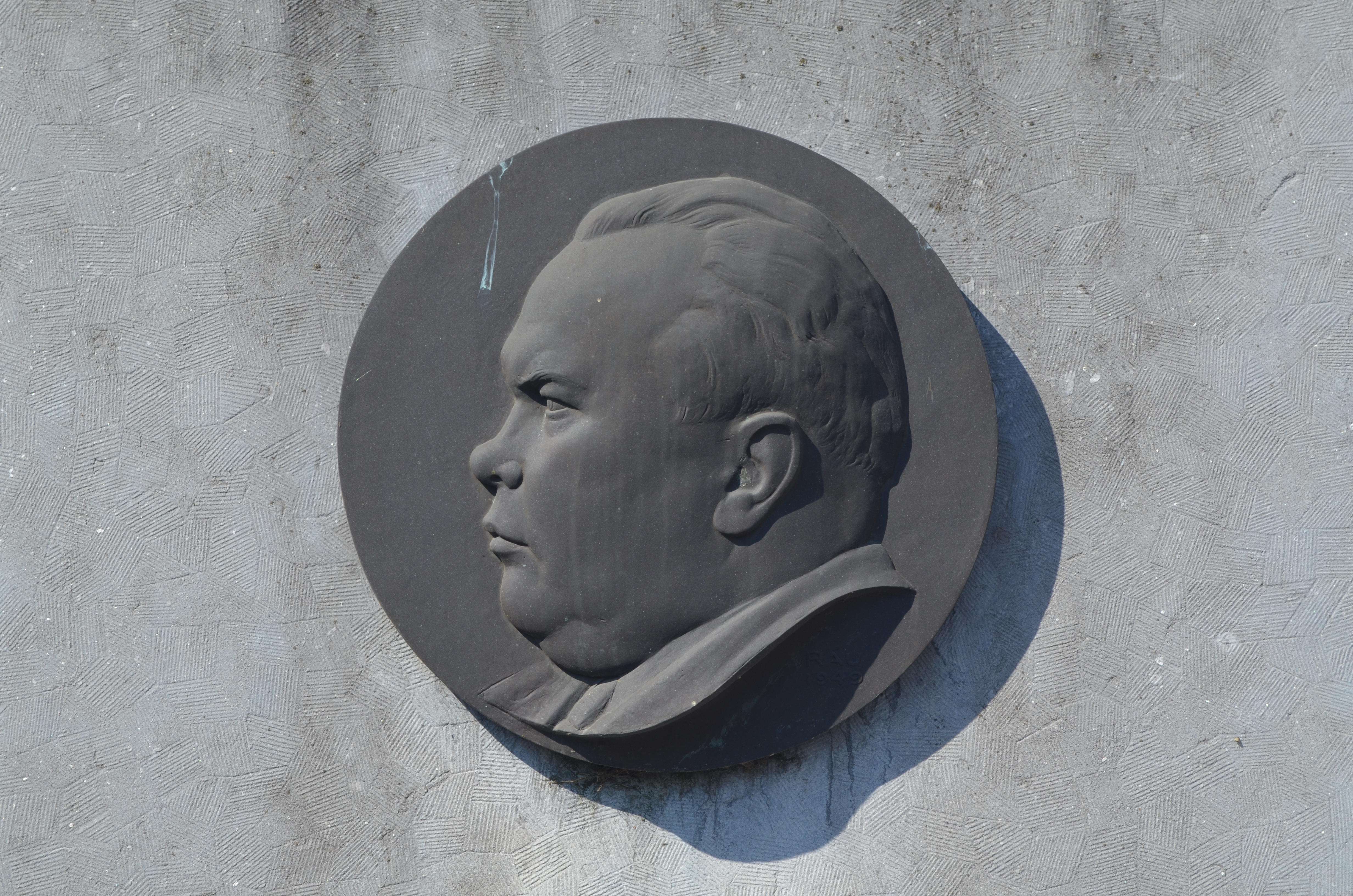
Monument à la mémoire d'Antoine Lessines près de la gare de Charleroi-Central (1949).
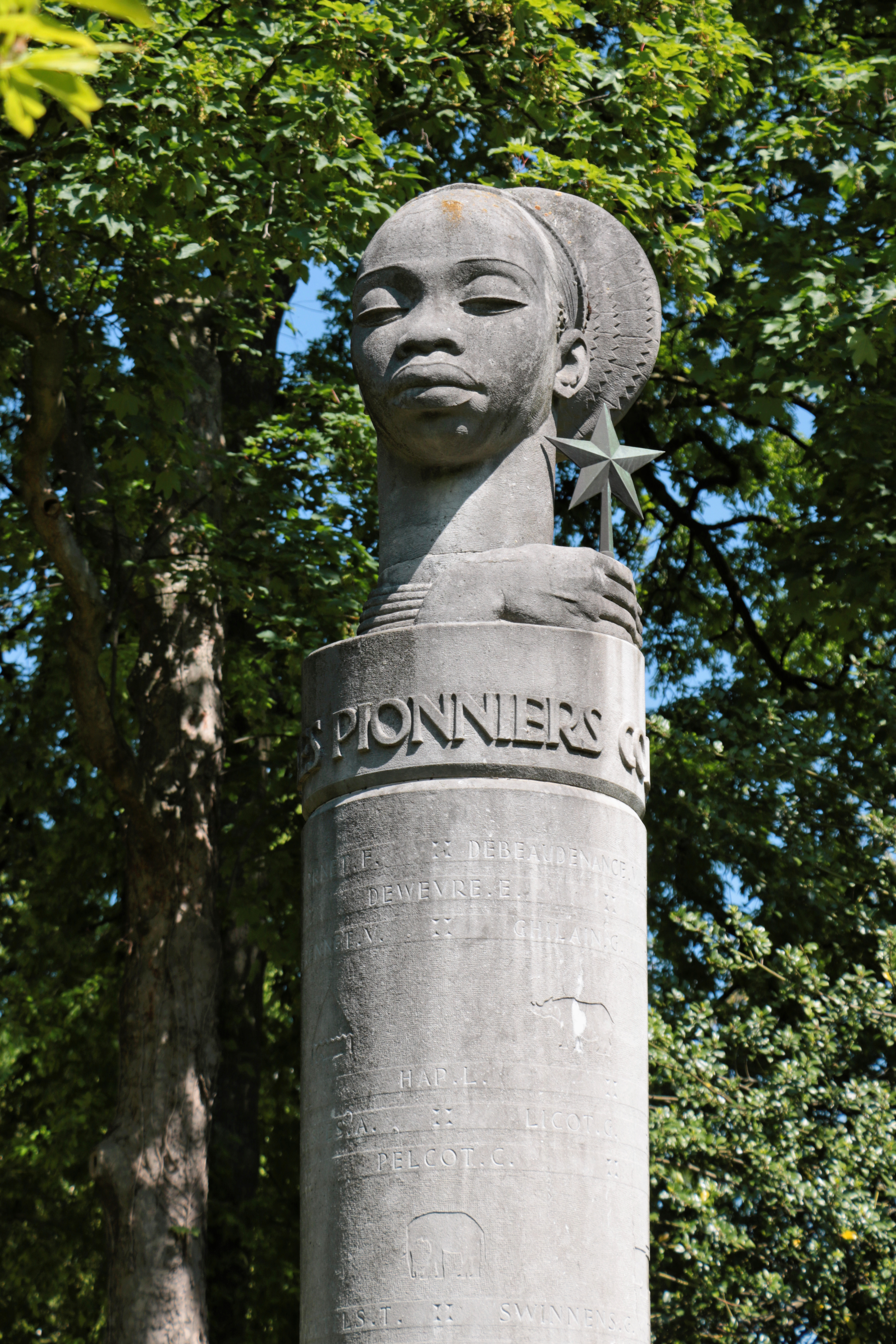
Monument aux pionniers coloniaux d'Ixelles.

## Prix et honneurs
Marcel Rau a gagné le Prix de Rome belge de sculpture en 1909.

## Signature
La photo ci-dessous montre la signature de Marcel RAU telle qu'elle figure sur le monument aux morts de Vielsalm dans la province belge de Luxembourg.

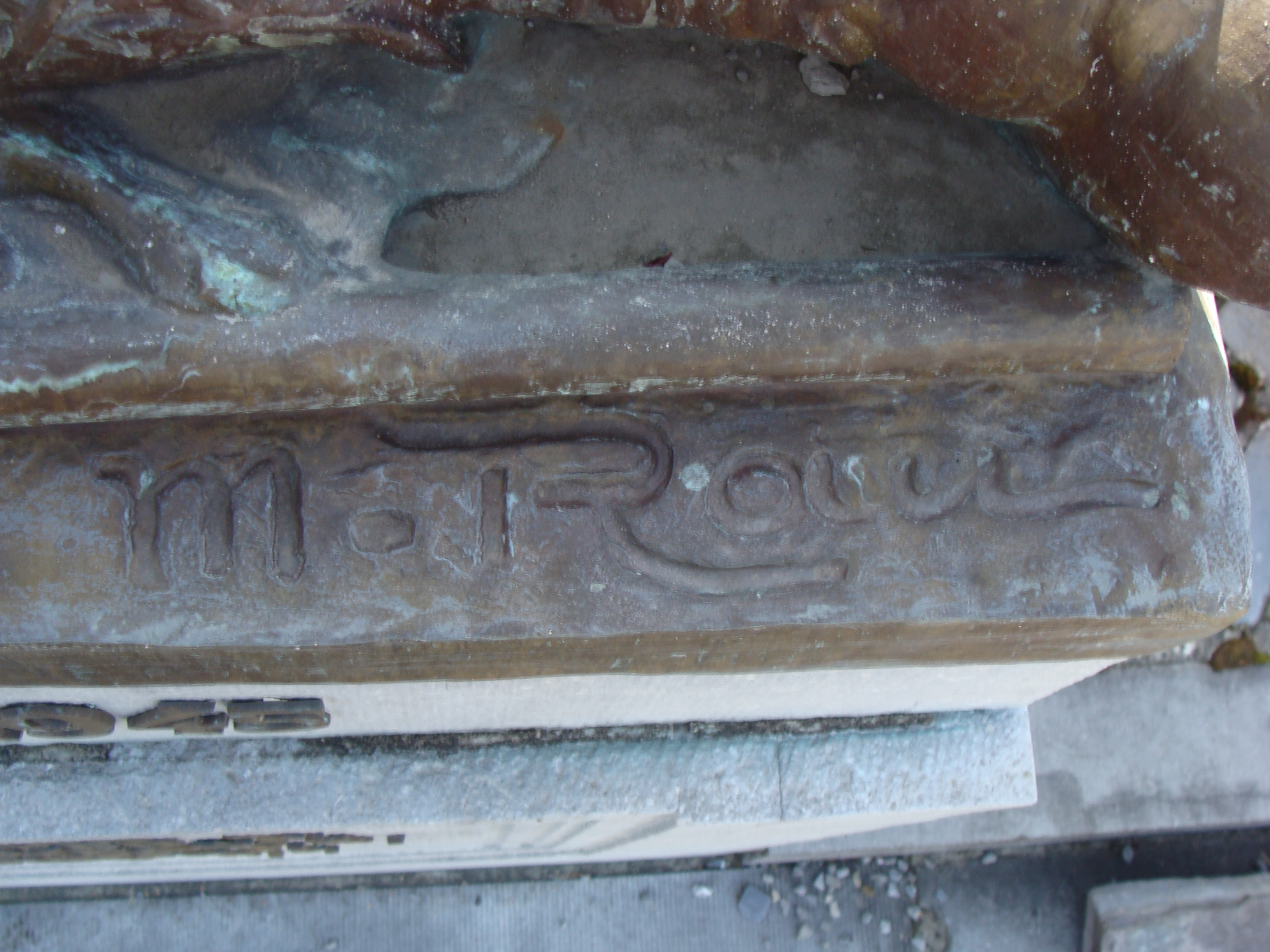
Signature de Marcel RAU.